# 阿米尔卡·卡布拉尔国际机场
阿米尔卡·加布拉尔国际机场（葡萄牙語：Aeroporto Internacional Amílcar Cabral）是佛得角最主要的国际机场，位于萨尔岛上，以该国民族独立领袖阿米爾卡·卡布拉爾的名字命名。